# Alejandro Cichero
Alejandro Enrique Cichero Konarek (Caracas, 20 aprile 1977) è un ex calciatore venezuelano, di ruolo difensore.

## Biografia
Alejandro non è l'unico calciatore in famiglia: il padre Mauro disputò le Olimpiadi di Mosca con la nazionale venezuelana, mentre il fratello minore Gabriel e suo figlio Alejandro sono anch'essi calciatori.

## Statistiche

### Cronologia presenze e reti in nazionale
| Cronologia completa delle presenze e delle reti in nazionale ― Venezuela | Cronologia completa delle presenze e delle reti in nazionale ― Venezuela | Cronologia completa delle presenze e delle reti in nazionale ― Venezuela | Cronologia completa delle presenze e delle reti in nazionale ― Venezuela | Cronologia completa delle presenze e delle reti in nazionale ― Venezuela | Cronologia completa delle presenze e delle reti in nazionale ― Venezuela | Cronologia completa delle presenze e delle reti in nazionale ― Venezuela | Cronologia completa delle presenze e delle reti in nazionale ― Venezuela |
| Data                                                                     | Città                                                                    | In casa                                                                  | Risultato                                                                | Ospiti                                                                   | Competizione                                                             | Reti                                                                     | Note                                                                     |
| ------------------------------------------------------------------------ | ------------------------------------------------------------------------ | ------------------------------------------------------------------------ | ------------------------------------------------------------------------ | ------------------------------------------------------------------------ | ------------------------------------------------------------------------ | ------------------------------------------------------------------------ | ------------------------------------------------------------------------ |
| 7-5-2002                                                                 | Caracas                                                                  | Venezuela                                                                | 0 – 0                                                                    | Colombia                                                                 | Amichevole                                                               | -                                                                        | 82’                                                                      |
| 2-4-2003                                                                 | Caracas                                                                  | Venezuela                                                                | 2 – 0                                                                    | Giamaica                                                                 | Amichevole                                                               | -                                                                        | 77’                                                                      |
| 30-4-2003                                                                | San Cristóbal                                                            | Venezuela                                                                | 3 – 0                                                                    | Trinidad e Tobago                                                        | Amichevole                                                               | -                                                                        | 75’                                                                      |
| 7-6-2003                                                                 | Caracas                                                                  | Venezuela                                                                | 2 – 1                                                                    | Honduras                                                                 | Amichevole                                                               | -                                                                        | 62’                                                                      |
| 26-6-2003                                                                | Fort Lauderdale                                                          | Perù                                                                     | 1 – 0                                                                    | Venezuela                                                                | Amichevole                                                               | -                                                                        | 80’                                                                      |
| 3-7-2003                                                                 | Port of Spain                                                            | Trinidad e Tobago                                                        | 1 – 0                                                                    | Venezuela                                                                | Amichevole                                                               | -                                                                        | 75’                                                                      |
| 26-7-2003                                                                | Watford                                                                  | Nigeria                                                                  | 1 – 0                                                                    | Venezuela                                                                | Amichevole                                                               | -                                                                        |                                                                          |
| 20-8-2003                                                                | Maracaibo                                                                | Venezuela                                                                | 3 – 2                                                                    | Haiti                                                                    | Amichevole                                                               | -                                                                        | 51’                                                                      |
| 15-11-2003                                                               | Barranquilla                                                             | Colombia                                                                 | 0 – 1                                                                    | Venezuela                                                                | Qual. Mondiali 2006                                                      | -                                                                        |                                                                          |
| 18-11-2003                                                               | Maracaibo                                                                | Venezuela                                                                | 2 – 1                                                                    | Bolivia                                                                  | Qual. Mondiali 2006                                                      | -                                                                        |                                                                          |
| 18-2-2004                                                                | Caracas                                                                  | Venezuela                                                                | 1 – 1                                                                    | Australia                                                                | Amichevole                                                               | -                                                                        |                                                                          |
| 31-3-2004                                                                | Montevideo                                                               | Uruguay                                                                  | 0 – 3                                                                    | Cile                                                                     | Qual. Mondiali 2006                                                      | -                                                                        |                                                                          |
| 1-6-2004                                                                 | San Cristóbal                                                            | Venezuela                                                                | 0 – 1                                                                    | Cile                                                                     | Qual. Mondiali 2006                                                      | -                                                                        |                                                                          |
| 6-6-2004                                                                 | Lima                                                                     | Perù                                                                     | 0 – 0                                                                    | Venezuela                                                                | Qual. Mondiali 2006                                                      | -                                                                        |                                                                          |
| 6-7-2004                                                                 | Lima                                                                     | Colombia                                                                 | 1 – 0                                                                    | Venezuela                                                                | Coppa America 2004 - 1º turno                                            | -                                                                        | 75’                                                                      |
| 9-7-2004                                                                 | Lima                                                                     | Perù                                                                     | 3 – 1                                                                    | Venezuela                                                                | Coppa America 2004 - 1º turno                                            | -                                                                        |                                                                          |
| 12-7-2004                                                                | Trujillo                                                                 | Venezuela                                                                | 1 – 1                                                                    | Bolivia                                                                  | Coppa America 2004 - 1º turno                                            | -                                                                        |                                                                          |
| 18-8-2004                                                                | Las Palmas                                                               | Spagna                                                                   | 3 – 2                                                                    | Venezuela                                                                | Amichevole                                                               | -                                                                        |                                                                          |
| 5-9-2004                                                                 | Asunción                                                                 | Paraguay                                                                 | 1 – 0                                                                    | Venezuela                                                                | Qual. Mondiali 2006                                                      | -                                                                        |                                                                          |
| 9-10-2004                                                                | Maracaibo                                                                | Venezuela                                                                | 2 – 5                                                                    | Brasile                                                                  | Qual. Mondiali 2006                                                      | -                                                                        |                                                                          |
| 14-10-2004                                                               | San Cristóbal                                                            | Venezuela                                                                | 3 – 1                                                                    | Ecuador                                                                  | Qual. Mondiali 2006                                                      | -                                                                        |                                                                          |
| 16-11-2004                                                               | Buenos Aires                                                             | Argentina                                                                | 3 – 2                                                                    | Venezuela                                                                | Qual. Mondiali 2006                                                      | -                                                                        |                                                                          |
| 9-2-2005                                                                 | Maracaibo                                                                | Venezuela                                                                | 1 – 0                                                                    | Estonia                                                                  | Amichevole                                                               | -                                                                        |                                                                          |
| 26-3-2005                                                                | Maracaibo                                                                | Venezuela                                                                | 0 – 0                                                                    | Colombia                                                                 | Qual. Mondiali 2006                                                      | -                                                                        |                                                                          |
| 29-3-2005                                                                | La Paz                                                                   | Bolivia                                                                  | 3 – 1                                                                    | Venezuela                                                                | Qual. Mondiali 2006                                                      | -                                                                        | 46’                                                                      |
| 4-6-2005                                                                 | Maracaibo                                                                | Venezuela                                                                | 1 – 1                                                                    | Uruguay                                                                  | Qual. Mondiali 2006                                                      | -                                                                        |                                                                          |
| 7-6-2005                                                                 | Santiago del Cile                                                        | Cile                                                                     | 2 – 1                                                                    | Venezuela                                                                | Qual. Mondiali 2006                                                      | -                                                                        |                                                                          |
| 3-9-2005                                                                 | Maracaibo                                                                | Venezuela                                                                | 4 – 1                                                                    | Perù                                                                     | Amichevole                                                               | -                                                                        |                                                                          |
| 8-10-2005                                                                | Maracaibo                                                                | Venezuela                                                                | 0 – 1                                                                    | Paraguay                                                                 | Qual. Mondiali 2006                                                      | -                                                                        |                                                                          |
| 11-10-2005                                                               | Belém                                                                    | Brasile                                                                  | 3 – 0                                                                    | Venezuela                                                                | Qual. Mondiali 2006                                                      | -                                                                        |                                                                          |
| 1-3-2006                                                                 | Maracaibo                                                                | Venezuela                                                                | 1 – 1                                                                    | Colombia                                                                 | Amichevole                                                               | -                                                                        | Ammonizione                                                              |
| 5-5-2006                                                                 | Pasadena                                                                 | Messico                                                                  | 1 – 0                                                                    | Venezuela                                                                | Amichevole                                                               | -                                                                        | 57’                                                                      |
| 26-5-2006                                                                | Cleveland                                                                | Stati Uniti                                                              | 2 – 0                                                                    | Venezuela                                                                | Amichevole                                                               | -                                                                        | 56’ 65’                                                                  |
| 6-9-2006                                                                 | Basilea                                                                  | Austria                                                                  | 0 – 1                                                                    | Venezuela                                                                | Amichevole                                                               | -                                                                        | 84’                                                                      |
| 15-11-2006                                                               | Caracas                                                                  | Venezuela                                                                | 2 – 1                                                                    | Guatemala                                                                | Amichevole                                                               | -                                                                        |                                                                          |
| 7-2-2007                                                                 | Maracaibo                                                                | Venezuela                                                                | 0 – 1                                                                    | Cile                                                                     | Amichevole                                                               | -                                                                        |                                                                          |
| 24-3-2007                                                                | Mérida                                                                   | Venezuela                                                                | 3 – 1                                                                    | Cuba                                                                     | Amichevole                                                               | -                                                                        | 46’                                                                      |
| 1-6-2007                                                                 | Maracaibo                                                                | Venezuela                                                                | 2 – 2                                                                    | Canada                                                                   | Amichevole                                                               | 1                                                                        |                                                                          |
| 26-6-2007                                                                | San Cristóbal                                                            | Venezuela                                                                | 2 – 2                                                                    | Bolivia                                                                  | Coppa America 2007 - 1º turno                                            | -                                                                        | [ 4 ]                                                                    |
| 30-6-2007                                                                | San Cristóbal                                                            | Venezuela                                                                | 2 – 0                                                                    | Perù                                                                     | Coppa America 2007 - 1º turno                                            | 1                                                                        | 90+3’                                                                    |
| 3-7-2007                                                                 | Mérida                                                                   | Venezuela                                                                | 0 – 0                                                                    | Uruguay                                                                  | Coppa America 2007 - 1º turno                                            | -                                                                        |                                                                          |
| 7-7-2007                                                                 | San Cristóbal                                                            | Venezuela                                                                | 1 – 4                                                                    | Uruguay                                                                  | Coppa America 2007 - Quarti di finale                                    | -                                                                        |                                                                          |
| 8-9-2007                                                                 | Puerto Ordaz                                                             | Venezuela                                                                | 3 – 2                                                                    | Paraguay                                                                 | Amichevole                                                               | -                                                                        |                                                                          |
| 12-9-2007                                                                | Puerto La Cruz                                                           | Venezuela                                                                | 1 – 1                                                                    | Panama                                                                   | Amichevole                                                               | -                                                                        | 85’                                                                      |
| 13-10-2007                                                               | Quito                                                                    | Ecuador                                                                  | 0 – 1                                                                    | Venezuela                                                                | Qual. Mondiali 2010                                                      | -                                                                        | 57’                                                                      |
| 16-10-2007                                                               | Maracaibo                                                                | Venezuela                                                                | 0 – 2                                                                    | Argentina                                                                | Qual. Mondiali 2010                                                      | -                                                                        | 39’                                                                      |
| 20-11-2007                                                               | Caracas                                                                  | Venezuela                                                                | 5 – 3                                                                    | Bolivia                                                                  | Qual. Mondiali 2010                                                      | -                                                                        |                                                                          |
| 24-5-2012                                                                | Puerto Ordaz                                                             | Venezuela                                                                | 4 – 0                                                                    | Moldavia                                                                 | Amichevole                                                               | -                                                                        |                                                                          |
| Totale                                                                   |                                                                          | Presenze                                                                 | 48                                                                       |                                                                          | Reti                                                                     | 2                                                                        |                                                                          |